# 抢先体验
抢先体验（英語：Early access）是电子游戏产业的一种资助模式，消费者可以在游戏正式发布前的各种遊戲開發版本週期中（例如alpha版和beta版）购买并體驗这款游戏，而开发者可以利用这些资金对游戏进行进一步开发。那些付费購買的玩家通常会帮助測試游戏，提供反馈和建议，并可能获得游戏中的特殊裝備。抢先体验是独立游戏融資的一种常见方式，也可以和其他融资机制一起使用，例如群眾募資。许多群眾募資遊戲一開始並不提供可玩版本，不過這些開發者承诺随着遊戲开发进度會讓玩家抢先体验游戏。但是，与許多群眾募資遊戲在募集资金時还没有抢先体验不同，所有抢先体验模式游戏都会在遊戲未全部完成時就向玩家提供可玩版本。

## 知名抢先体验游戏

### 仍处于抢先体验阶段
- 星际公民，2013年公布并开始众筹。